# Der Clou!
Das Computerspiel Der Clou! wurde 1994 von der österreichischen Softwarefirma neo Software entwickelt und veröffentlicht. Für den Commodore Amiga gibt es ausschließlich eine Disketten-Version, für MS-DOS und das Amiga CD³² auch eine CD-Version, die sogar Sprachausgabe enthält. 2000 erschien zudem eine Freeware-Version für Linux. Bei dem Spiel handelt es sich um eine sogenannte Einbruchssimulation bzw. Stealth-Computerspiel.
In einer Rückblende wird der Werdegang eines jungen Landeis namens Matt Stuvysunt erzählt, der Anfang der 1950er-Jahre mit wenig Geld in London ankommt und fortan versucht, an Geld zu gelangen.
Die Steuerung erfolgt über einzelne Menüpunkte wie zum Beispiel Gehen, Warten, Umsehen, Nachdenken. Falls eine IBM-kompatible Maus angeschlossen ist, lässt sich Der Clou! auch durch Point-and-Click steuern. Musik und Geräusche der DOS-Version stammen von Hannes Seifert.
Im Jahr 2000 wurde der Quelltext veröffentlicht. Seitdem wird das Spiel von der Community weiterentwickelt und auf neue Plattformen portiert (Windows, Linux und Web) via SDL. Eine Implementierung für ScummVM wurde begonnen.

## Rezeption
Das Spielprinzip erinnere an They Stole a Million für den C 64. Der Clou stecke voller liebenswerter Details, etwa zahlreicher authentischer Leistungsdaten für die Fluchtwagen. Der Humor sei schräg. Die Steuerung mit der Maus sei besser gelungen als z. B. bei Whale’s Voyage. Die dichte Story und tolle Musik sorgen für Atmosphäre. Die Grafik sei brauchbar aber nicht wirklich schön. Auf dem Amiga CD³² sei die Sprachausgabe positiv hervorzuheben. Das Spielkonzept berge ungeahntes Motivationspotential. Das Spielkonzept sei genial: der Adventure-Teil sorge für Abwechslung und gebe der Story eine Existenzberechtigung. Die Grafik hingegen sei dilettantisches umgesetzt.
Der Spielablauf sei schnarchig, nur das sekundengenaue Austüfteln des Einbruchs sei reizvoll. Die Steuerung sei fitzelig. Die Sprachausgabe auf der CD sei mit einem unpassenden österreichischen Akzent aufgenommen, der überhaupt nicht in die britische Spielwelt passe. CD-spezifische optische Verbesserung wie beim Amiga fehlen in der DOS Version.